# Дитер VIII (Катценелнбоген)
Дитер VIII фон Катценелнбоген (на немски: Diether VIII von Katzenelnbogen; * 1340 в Катценелнбоген, Хесен-Насау; † 17 февруари 1402) от Дом Хесен (млада линия) е граф на горното Графство Катценелнбоген, фогт на Ветерау, основател на младата линия на графовете на Катценелнбоген.
Той е син на граф Йохан II фон Катценелнбоген († 1357) и втората му съпруга Елизабет фон Изенбург-Лимбург († 1351), дъщеря на граф Йохан I фон Изенбург-Лимбург († 1312) и Елизабет фон Геролдсек († сл. 1285).
Дитер VIII взема участие 1376 г. в коронацията на Вацлав IV, крал на Бохемия.
Той умира на 17 февруари 1402 г. и е погребан в манастир Ебербах.

## Фамилия
Дитер VIII фон Катценелнбоген се жени на 18 юни 1361 г. за Елизабет фон Насау-Висбаден († 1 февруари 1389), дъщеря на Адолф I фон Насау-Висбаден († 1370), внук на крал Адолф от Насау-Висбаден († 1298). Те имат децата:
- Йохан IV фон Катценелнбоген († 1444), граф на Катценелнбоген от 1402, ∞ 1385 Анна фон Катценелнбоген (старата линия)
- Маргарета († 1438), ∞ 1384/1385 Йохан II фон Изенбург-Бюдинген (ок. 1370 – 1408)
- Елизабет († 1393), ∞ 1387 граф Хайнрих IV фон Велденц († 1393)

Дитер VIII фон Катценелнбоген се жени пр. 11 януари 1391 г. за графиня Анна фон Насау-Хадамар († 21 януари 1404), вдовицата на граф Рупрехт VII фон Насау-Зоненберг († 1390), дъщеря на граф Йохан фон Насау-Хадамар. Тя донася в брака собствеността на Насау-Хадамар. Тя продава собственостите на нейния заварен син Йохан IV фон Катценелнбоген.